# Прва лига Србије и Црне Горе у фудбалу
Прва лига Србије и Црне Горе у фудбалу је највише фудбалско такмичење у Србији и Црној Гори, у организацији Фудбалског савеза Србије и Црне Горе.
Лига је настала 2003. године понове стварања нове заједничке државе Србије и Црне Горе. Прво првенство Србије и Црне Горе одржано је у сезони 2003/04. у којем је учествовало 16 клубова. Током трајања лиге Србије и Црне Горе Партизан је освојио једну, а Црвена звезда две титуле шампиона. Лига је укупно имала три сезоне а престала је да постоји 2006. након растављања Србије и Црне Горе.

## Победници свих првенстава
| Сезона  | Бр. клуб. | Првак                     | Бодови | Другопласирани            | Бодови |
| 2003/04 | 18        | ФК Црвена звезда, Београд | 74     | ФК Партизан, Београд      | 63     |
| 2004/05 | 16        | ФК Партизан, Београд      | 80     | ФК Црвена звезда, Београд | 74     |
| 2005/06 | 16        | ФК Црвена звезда, Београд | 78     | ФК Партизан, Београд      | 71     |

## Лигашки прваци
| Клуб          | Бр. титула | Сезоне             |
| ------------- | ---------- | ------------------ |
| Црвена звезда | 2          | 2003/04., 2005/06, |
| Партизан      | 1          | 2004/05            |

## Листа стрелаца
| Сезона   | Голгетер                       | Голова |
| -------- | ------------------------------ | ------ |
| 2003/04. | Никола Жигић (Црвена звезда)   | 19     |
| 2004/05. | Марко Пантелић (Црвена звезда) | 21     |
| 2005/06. | Срђан Радоњић (Партизан)       | 20     |

## Учесници Прве лиге од оснивања 2003/04
| Сезона у лиги | Клуб |
| ------------- | --- |
| 3 Сезоне      | Црвена звезда, Партизан, Зета, ОФК Београд, Земун, Смедерево, Обилић, Војводина, Хајдук Кула, Борац Чачак                                |
| 2 Сезоне      | Сутјеска, Будућност Банатски Двор, Будућност Подгорица, Железник                                                                         |
| 1 Сезону      | Напредак, Раднички Обреновац, Ком, Раднички Југопетрол, Чукарички, Хајдук Београд, Јединство Бијело Поље, Рад, Јавор Хабитфарм, Вождовац |

## Представници Србије и Црне Горе у европским такмичењима
| Сезона  | Лига шампиона       | УЕФА куп                     | УЕФА куп                               | Интертото куп                       |
| ------- | ------------------- | ---------------------------- | -------------------------------------- | ----------------------------------- |
| 2004/05 | ФК Црвена звезда -> | ФК Партизан ФК Црвена звезда | ФК Железник ФК Будућност Банатски двор | ОФК Београд ФК Смедерево            |
| 2005/06 | ФК Партизан ->      | ФК Црвена звезда ФК Партизан | ОФК Београд ФК Зета                    | ФК Будућност Подгорица ФК Смедерево |
| 2006/07 | ФК Црвена звезда -> | ФК Партизан ФК Црвена звезда | ОФК Београд ФК Хајдук Кула             | ФК Зета                             |